# نرجس ختك
نرجس أفشين ختك (بالبشتوية: نرګس افشین خټکه)‏؛ (بالأردوية: نرگس آفشین خٹک)‏ ناشطة في مجال حقوق الإنسان، وزعيمة سياسية، ومؤيدة لحركة "البشتون تحافظ"، وهي أيضًا عضو في حزب عمال عوامي، وترأس منظمة «خيبر بختونخوا» في الجبهة الديمقراطية النسائية (وهي منظمة نسوية مقرها في باكستان).